# 金范锡
金範錫（韓語：김범석；1970年—）是大韩民国政治人物，曾任第15任企劃財政部第一次官（位同副部長），亦曾代理企划财政部部长。